# 江戸の華重信
江戸の華 重信（えどのはな しげのぶ、1952年12月24日 - 2006年12月29日）は、東京都江東区出身の元大相撲力士。三保ヶ関部屋に所属し、弓取力士として有名だった。本名は山本 重信（やまもと しげのぶ）。最高位は三段目東37枚目（1976年11月場所）。

## 概要
1968年に三保ヶ関部屋へ入門し、同年5月場所初土俵を踏む。
相撲では序二段と三段目の往復に終始したが、三段目在位時の1975年7月場所6日目から弓取式を担当し、最終出場場所となった1982年7月場所千秋楽まで約7年間弓取をしていた（途中、1976年3月場所に3日間だけ春日野部屋の太晃山が代役を務めた）。弓取の通算出場回数637回は2024年7月17日まで歴代1位の記録であった。
弓取を退いた翌場所の1982年9月場所に出場せず、この場所限りで引退した。
引退後は台湾で飲食店を経営したが、半年で帰国。帰国後はホテルを経営する会社に再就職。1986年にハワイに渡り、ホテルのマネージャーをした。1994年に帰国し、スナックを経営。その後は死去するまで職を転々とした。
2006年に53歳で死去した。